# 方成 (天文学家)
方成（1938年—），男，江苏江阴人，中国天文学家，南京大学教授，中国科学院院士。

## 生平
1959年本科毕业于南京大学，现任南京大学天文学系教授、日本国立天文台、法国巴黎天文台客座教授。曾任南京大学天文系主任、中国天文学会理事长。2004年当选为国际天文学联合会副主席。

## 学术贡献
方成先生在中国首先系统地掌握和运用非局部热动平衡理论，建立了一套实用方法，在太阳活动体半经验模型、动力学模型和光谱诊断方面取得了重要的成就。他主持研制了中国最早的太阳塔，创建了太阳塔实验室。

## 奖项和荣誉
2010年，小行星185538以他的名字命名为“方成星”。
2016年，获COSPAR赵九章奖（Jeoujang Jaw Award）。